# Split 3
Split 3 – dzielnica Splitu, drugiego co do wielkości miasta Chorwacji. Leży na wschód od centrum miasta, ma 10 320 mieszkańców i 0,56 km² powierzchni.
Obszar dzielnicy Split 3 ograniczają:
- od północy – ulica Vukovarska,
- od wschodu – ulica Velebitska,
- od południa – ulica Poljička cesta,
- od zachodu – ulica Brune Bušicia.

Dzielnice sąsiadujące z Split 3:
- od północy – Sućidar,
- od wschodu – Visoka,
- od południa – Trstenik,
- od zachodu – Lokve i Blatine-Škrape.